# Bârghiș (gmina)
Bârghiș – gmina w Rumunii, w okręgu Sybin. Obejmuje miejscowości Apoș, Bârghiș, Ighișu Vechi, Pelișor, Vecerd i Zlagna. W 2011 roku liczyła 2015 mieszkańców.